# Elegia di Madonna Fiammetta
Elegia di Madonna Fiammetta, é um romance do escritor italiano Giovanni Boccaccio, provavelmente escrito entre 1343 e 1344. Escrito na forma de um monólogo confessional em primeira pessoa, descreve a protagonista, Fiammetta, paixão por Panfilo, comerciante florentino, e se passa em Nápoles. Foi caracterizado como o primeiro romance psicológico da literatura ocidental. É composto por um prólogo e nove capítulos.

## Resumo
Lady Fiammetta relata seu trágico caso de amor com Panfilo, oferecendo-o como um aviso para outras mulheres. Lady Fiammetta e Panfilo rapidamente se apaixonam e têm um caso, apenas para terminar quando Panfilo retorna a Florença.
Embora ele prometa voltar para Nápoles, ela finalmente percebe que ele tem outra amante em Florença. A narrativa gira em torno do ciúme e desespero de Fiammetta causados pelo caso, ao invés do desenvolvimento de seu relacionamento com Panfilo. Ela finalmente considera o suicídio, mas sua enfermeira a impede. No final, suas esperanças são reforçadas pela notícia de que Panfilo pode estar voltando para Nápoles, afinal.